# 女子世界
女子世界是中国歷史上的一份妇女刊物（月刊）。1904年12月由丁初我创办。常熟女子世界社编辑，上海大同印书局发行。1906年停刊。1907年2月秋瑾续办一期，总共18期。該刊物反对封建礼教，主张男女平等，號召婦女一道推翻滿清。编辑和主要撰稿者有柳亚子、徐觉我、沈同午等。